# Tiptree
Tiptree is een civil parish in het bestuurlijke gebied Colchester, in het Engelse graafschap Essex. De plaats telt 9182 inwoners.

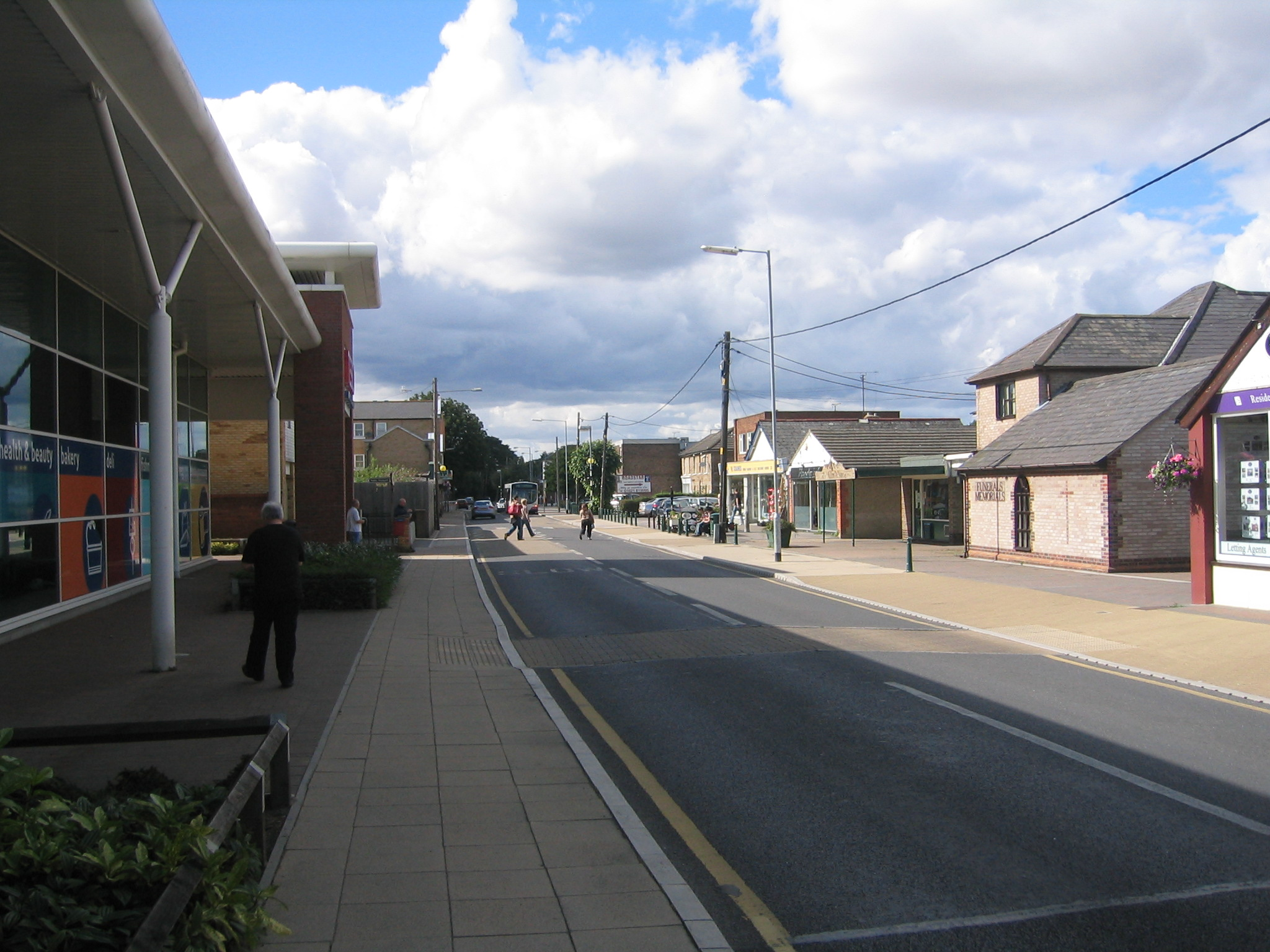
Church Road